# Сражение у Пособланко
Сражение у Пособланко (исп. Batalla de Pozoblanco) — наступление Южной армии националистов под командованием генерала Кейпо де Льяно в районе Пособланко, между Кордовой и Дон-Бенито, на правом фланге Южного фронта республиканцев во время испанской гражданской войны с 6 марта по 16 апреля 1937 года. Несмотря на первоначальный успех мятежников, оно закончилось победой республиканцев, восстановивших первоначальную линию фронта.

## Планы, силы сторон
В начале 1937 года после завоевания Малаги националисты укрепили свои позиции в Западной Андалусии. Следующей целью наступления было овладеть Пособланко и Вильянуэва-де-Кордова, а затем продвинуться к Андухару и деблокировать гарнизон из 350 полицейских и фалангистов и около тысячи гражданских лиц, с августа 1936 года оборонявшихся в монастыре Вирхен-де-ла-Кабеса. Всего для наступления было выделено 12 — 15 тысяч солдат, 40 орудий и 30 самолетов.
К этому времени процесс реорганизации милиционных частей в регулярные бригады Народной армии Республики на Южном фронте еще не был закончен, и сформированные части были слабо подготовлены, имели мало пулеметов и артиллерии. В резерве находилось до 15 тысяч солдат, отошедших после падения Малаги к Альмарено.

## Наступление националистов
Наступление началось 6 марта тремя колоннами, двигавшимися от Пеньярроя на Вильянуэву-дель-Дуке, от Эспьелья на Алькарасехос и от Вильяарта на Пособланко. Подсектор Пособланко, возглавляемый республиканским командующим Франсиско Бланко Педраса, защищался 73-й и 74-й бригадами. Другая бригада, 75-я, находилась в Андухаре в резерве.
8 марта 20-я бригада вместе с двумя батальонами и кавалерийской группой 63-й бригады контратаковала фланг сил Кейпо де Льяно, сумев ненадолго остановить их продвижение на пересечении дороги Пеньярроя — Вильянуэва-дель-Дуке и дороги Бельмес — Инохоса-дель-Дуке.
9 марта мятежники заняли Вильянуэву-дель-Дуке, выбив оттуда 25-ю бригаду, и подошли к Алькарасехосу. 10 марта их войска после упорного боя заняли Алькарасехос. Полковник Моралес — командующий Южной армией — потребовал прислать подкрепление. Республиканское командование спешно перебросило сюда подкрепления и попыталось нанести силами 63-й, 20-й и 25-й бригад под командованием полковника Хоакина Переса Саласа контрудар в сторону Вильянуэвы, но после недели ожесточенных боев город остался за мятежниками.
Сражение достигло своего апогея, когда националисты 18 марта колоннами Батуроне и Идальго вышли к Пособланко, и начались тяжелые бои за город. Несмотря на то, что генеральный штаб санкционировал эвакуацию Пособланко, считая его практически потерянным, республиканцы, благодаря умелому командованию Переса Саласа, удержали город.
Центральное командование перебросило в район Пособланко три бригады, а также роту танков из Арчена, роту бронемашин из Аранхуэса и две эскадрильи самолетов.
Поскольку ситуация не развивалось, Кейпо де Льяно, осознавая угрозу, с которой сталкиваются его обескровленные силы, приказал своим частям отступить и вернуться на исходные позиции. Поначалу республиканцы не знали об этом отходе.

## Контрнаступление республиканцев
Создав в районе Инохоса-дель-Дуке, Эль-Висо и Пособланко три ударных группы, республиканские войска 24 марта сами перешли в контрнаступление. Правая группа, наступавшая от Инохоса, в этот же день овладела селением Фуэнте-ла-Ланча. Левофланговая бригада, наступавшая от Пособланко, совместно с центральной группой оттеснила противника к Алькарасехосу. 25 — 27 марта шли упорные бои за Вильянуэву-дель-Дуке и Алькарасехос, в результате которых города были взяты.
Победа побудила республиканское командование продолжить контрнаступление, чтобы захватить Пеньярроя-Пуэблонуэво. Несмотря на поддержку с воздуха, наступление шло медленно из-за усталости войск. Франкистам удалось оторваться от преследования.
4 апреля на правом фланге наступления республиканские войска после тяжелого боя заняли станцию Вальсекильо. 5 апреля 13-я интербригада взяла Ла-Гранхуэлу и Лос-Бласкес, захватила много пленных, в том числе немецкий танк со всем экипажем, и оказалась в 5 километрах от Пеньярроя. 8 апреля наступление республиканцев было остановлено в непосредственной близости от рудников Пеньярроя, которые уже находились в прямой досягаемости артиллерийского выстрела.
Тем временем в центре и на левом фланге республиканские части переправились через реки Куэно и Гвадальгорбо, поставив под угрозу идущую вдоль Гвадальгоробо железную дорогу Кордова — Пеньярройя. Противник был вынужден перебросить сюда все резервы из Кордовы, в том числе части марокканцев и к 11 — 13 апреля остановить наступление республиканцев.

## Результаты
Таким образом, попытка Кейпо де Льяно закончилась полным провалом для генерала мятежников. Для республиканцев контрнаступление под Пособланко стало первым успехом на южном фронте, где они до тех пор терпели одни поражения. Успех этот был достигнут без отвлечения сил с главного направления — гвадалахарского, где республиканские войска в это время одержали еще одну победу.